# Baseball and Bloomers
Baseball and Bloomers è un cortometraggio muto del 1911. Il nome del regista non viene riportato nei credit del film.
Fu il debutto cinematografico per Marguerite Snow e uno dei primissimi film della carriera di William Garwood.

## Produzione
Il film fu prodotto dalla Thanhouser Film Corporation.

## Distribuzione
Distribuito dalla Motion Picture Distributors and Sales Company, il film - un cortometraggio in una bobina - uscì nelle sale cinematografiche statunitensi il 6 gennaio 1911. È conosciuto anche con il titolo Baseball in Bloomers.